# ISO 3166-2:UZ
ISO 3166-2:UZ è uno standard ISO che definisce i codici geografici delle suddivisioni dell'Uzbekistan; è un sottogruppo dello standard ISO 3166-2.
I codici sono assegnati alle 12 regioni, alla repubblica autonoma del Karakalpakstan e alla capitale Tashkent; sono formati da UZ- (sigla ISO 3166-1 alpha-2 dello Stato), seguito da due lettere.

## Codici
| Codice | Suddivisione   | Tipo                |
| ------ | -------------- | ------------------- |
| UZ-TK  | Tashkent       | città               |
| UZ-AN  | Andijan        | regione             |
| UZ-BU  | Bukhara        | regione             |
| UZ-FA  | Fergana        | regione             |
| UZ-JI  | Jizzax         | regione             |
| UZ-QA  | Kashkadarya    | regione             |
| UZ-XO  | Khorezm        | regione             |
| UZ-NG  | Namangan       | regione             |
| UZ-NW  | Navoiy         | regione             |
| UZ-SA  | Samarcanda     | regione             |
| UZ-SI  | Sirdaryo       | regione             |
| UZ-SU  | Surxondaryo    | regione             |
| UZ-TO  | Tashkent       | regione             |
| UZ-QR  | Karakalpakstan | repubblica autonoma |